# 殿下 (福井市)
殿下（でんが）は、福井県福井市の地域。光ブロック(南西部)に属する。
殿下村も参照されたい。

## 概要
現在の福井市畠中町、国山町、千合町（旧・向山）、謡谷町、武周町、二ツ屋町、尼ヶ谷町、別畑町、白滝町、西別所町（旧・別所）、宿堂町、水谷町、大矢町、風尾町に相当する地区。このうち、白滝町は滝波川（志津川支流）に沿う地域、他の地区は大味川の谷に沿う地域である。南側は越前町と境を成す。
地域内には福井市殿下幼小中学校がある。

## 人口
殿下には2024年1月1日現在359人が住んでおり、世帯数は176世帯。そのうち男性が170人、女性は189人。